# 狭耳簕竹
狭耳簕竹（学名：Bambusa angustissima）为禾本科簕竹属下的一个种。

## 扩展阅读
- 維基物種上的相關：狭耳簕竹